# ريوتارو تسونادإ
ريوتارو تسونادإ (باليابانية: 角田 涼太朗) (مواليد 27 يونيو 1999) هو لاعب كرة قدم ياباني.

## وصلات خارجية
- ريوتارو تسونادإ على موقع رابطة كرة القدم اليابانية للمحترفين (اليابانية)
- ريوتارو تسونادإ على موقع إي إس بي إن إف سي (الإنجليزية)
- ريوتارو تسونادإ على موقع قاعدة بيانات كرة القدم.إي يو (الإنجليزية)
- ريوتارو تسونادإ على موقع Soccerbase.com (لاعب) (الإنجليزية)
- ريوتارو تسونادإ على موقع Soccerway.com (الإنجليزية)
- ريوتارو تسونادإ على موقع عالم كرة القدم.نت (الإنجليزية)